# Ulica 1 Maja w Wałbrzychu
Ulica 1 Maja – jedna z głównych ulic w Wałbrzychu, posiadająca przebieg równoleżnikowy. Swój bieg rozpoczyna w Rynku, w ścisłym centrum miasta i łączy z nim dzielnicę Sobięcin. Od skrzyżowania z ulicą Władysława Sikorskiego znajduje się w ciągu drogi wojewódzkiej nr 367.
Przy ulicy 1 Maja znajdują się m.in.: Muzeum wałbrzyskie, Galeria Handlowa „Victoria”, Publiczna Szkoła Podstawowa nr 17 i Publiczne Gimnazjum nr 4 oraz Wyższa Szkoła Zarządzania i Przedsiębiorczości.
W dwudziestoleciu międzywojennym ulica była położona na terenie dwóch miejscowości, Waldenburg (obecne Śródmieście) oraz Hermsdorf (obecny Sobięcin), i była podzielona na krótsze odcinki o różnych nazwach:
- Waldenburg:
  - Gottesberger Strasse – od Rynku do dzisiejszego placu Na Rozdrożu,
  - Hermsdorfer Chaussee – od placu Na Rozdrożu do granicy z Sobięcinem,
- Hermsdorf:
  - Waldenburger Strasse – od granicy z Wałbrzychem do wiaduktu kolejowego,
  - Hauptstrasse – od wiaduktu kolejowego do skrzyżowania z dzisiejszą ulicą Kosteckiego,
  - Gottesberger Strasse – od skrzyżowania z ulicą Kosteckiego aż do obecnego placu Marceliny Darowskiej[1].